# Lambert van Nistelrooij
Lambert van Nistelrooij (n. 5 martie 1953, Nuland⁠(d), Nuland⁠(d), Brabantul de Nord, Țările de Jos) este un om politic neerlandez, membru al Parlamentului European în perioada 2004-2009 din partea Țărilor de Jos.
1. ↑  Deputații în Parlamentul European